# リヴァプール

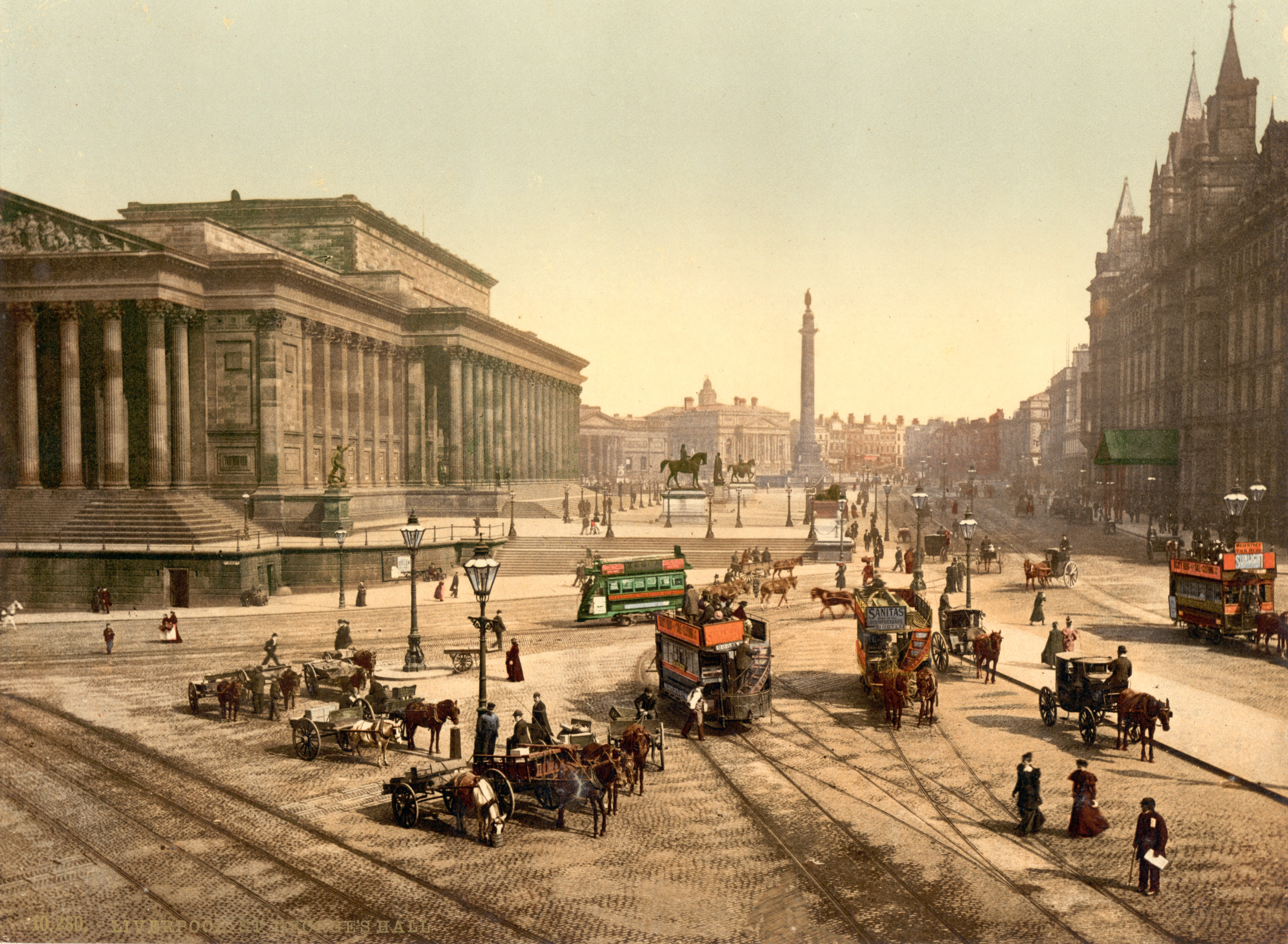
1890年代のライム・ストリート

リヴァプール（Liverpool）は、イギリス・イングランド北西部マージーサイド州の中心都市である。2019年の人口は約50万人。かつてはイギリスの主要な港湾都市であったが、現在では観光都市として知られる。世界的ロック・バンドであるザ・ビートルズの出身地。

## 地勢
アイリッシュ海に面し、マージー川の河口に位置する。18世紀より貿易港として発展した。近隣の都市としては、約25km南に位置するチェスター、約50キロ東に位置するマンチェスターなどが挙げられる。マンチェスターは市域面積及び市域人口がほぼ同じ。

## 歴史
街の建設
最初に記録に現れるのは1195年、"Liuerpol"または"dirty pool"としてである。それから12年後、1207年にジョン王が都市建設を勅許し、まだ村であるリヴァプールに自由都市の特権をあたえた。とはいえ、しばらくは小さな港で、16世紀中ごろの人口は600人程度であった。
成長・発展
しかし17世紀末に近郊のチェスター港が泥の堆積によって衰退、チェスターに代わってイングランド北西部商業都市の代表格にのし上がり、郊外では製造業が成長、アメリカおよび西インド諸島との貿易が増大するにしたがい町は繁栄した。1715年、イギリス初の係船ドックが建設される。植民地との貿易が盛んになった18世紀当時のイギリスは、ヨーロッパからアフリカへ日用品や火器を、新大陸からヨーロッパへ砂糖などを持ち込む「大西洋三角貿易」において、ほぼ独占的な地位を築いており、リヴァプールは、この北アメリカ・西アフリカをむすぶ三角貿易の拠点として中心的な役割を果たしたのである。ただし、これはおもに奴隷貿易で急速に発展したという負の歴史があることも意味する。
三角貿易などを通じて資本蓄積を成し遂げたイギリスは、世界にさきがけて産業革命を進展させた。こうしたなか、リーズ・リヴァプール運河の本線は1816年に完成した、及び1830年にはリヴァプールと内陸のマンチェスターを結ぶ鉄道が開通し、1860年代には鉄道交通の要所となる。綿織物工業が発展していたマンチェスターから運ばれた商品は、この街の港から世界に輸出され、19世紀末にはロンドンに次ぐ「帝国第二の都市」とまで呼ばれるようになった。また、シノワズリ（中国趣味）を摸した陶器生産の拠点でもあった。この間、多くの移民が主にアイルランドから労働者として流入し、人口が急増。19世紀にはアメリカとの貿易および客船業務でイギリス第一の港に成長した。
衰退
最盛期は80万人近い人口を抱え、イギリス有数の工業都市・交易都市として栄えたリヴァプールだったが、第二次世界大戦時にドイツ軍のはげしい爆撃にさらされ、1940年代後半、綿貿易と繊維産業は急速に衰退した。さらに、1950年代以降イギリス全体が長期の不況に陥るのと並行して急速に斜陽化し、次第に地位が低下していった。
再建
1960年代から1970年代には大規模なスラム浄化と再建計画がはじまり、現在は、港湾部の歴史的な施設、ビートルズゆかりの建物、街角に配したアート・オブジェなどを活用した観光に力を入れており、今では観光が街の経済を支える規模になっている。ヴィクトリア時代にイングランドを代表する国際貿易港として黄金時代を築いたリヴァプールは歴史的な建造物の宝庫で、イギリス指定建造物に指定される文化財も少なくない。現在これらは観光資源として重要な役割を果たしている。

## 経済

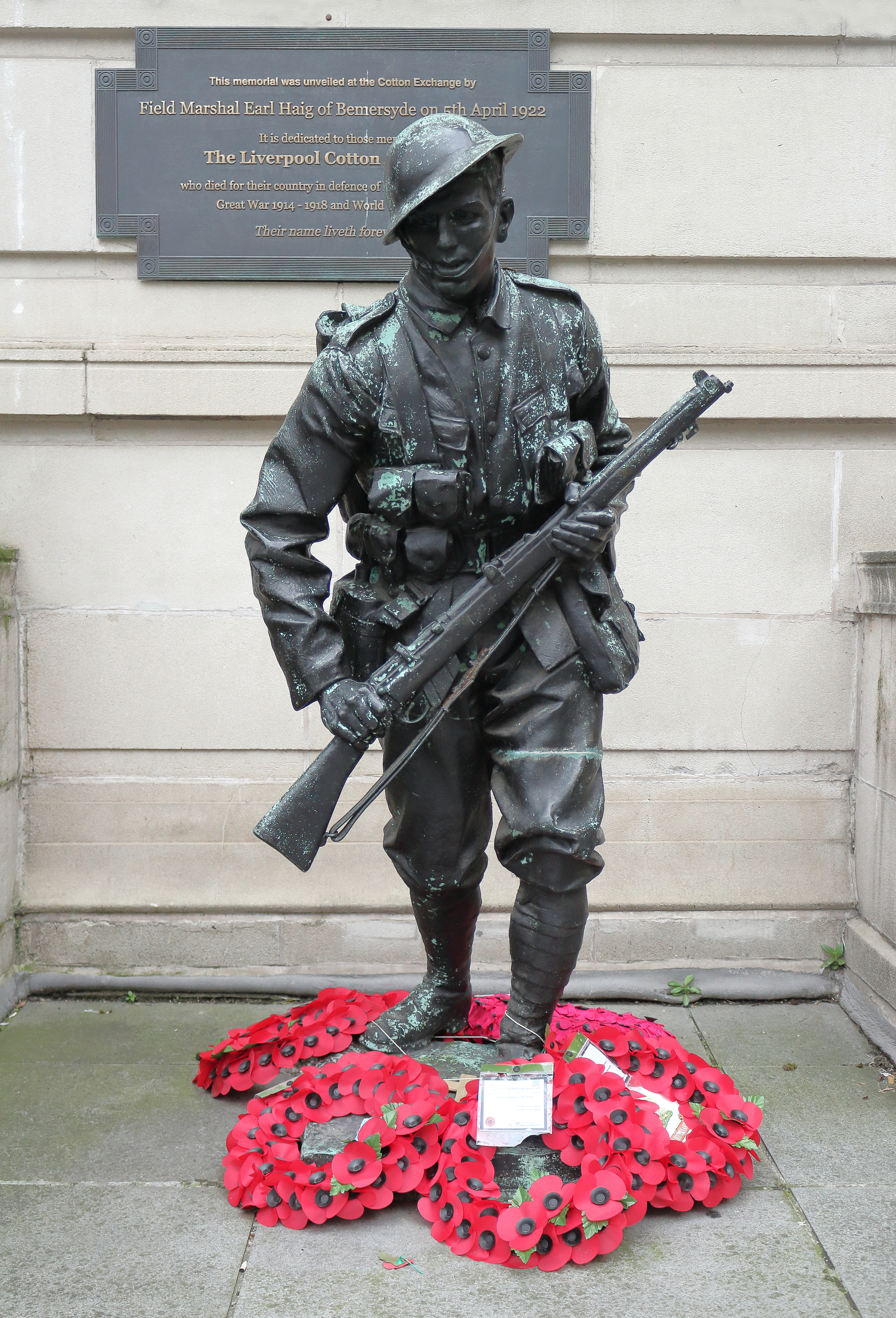
大戦追悼碑（リバプール綿業協会、2019年）。

港では、穀物・食料・木材・非鉄金属・繊維などを輸入し、アイルランド行きの客船もでている。製造業は、医薬品・電気器具・精製糖類・粉製品・ゴム製品などの製造が盛ん。郊外では自動車の生産や精油もおこなわれる。
1841年に設立されたリヴァプール綿取引協会は、2004年に国際綿業協会となった。

## 交通

マージーレイル 路線図

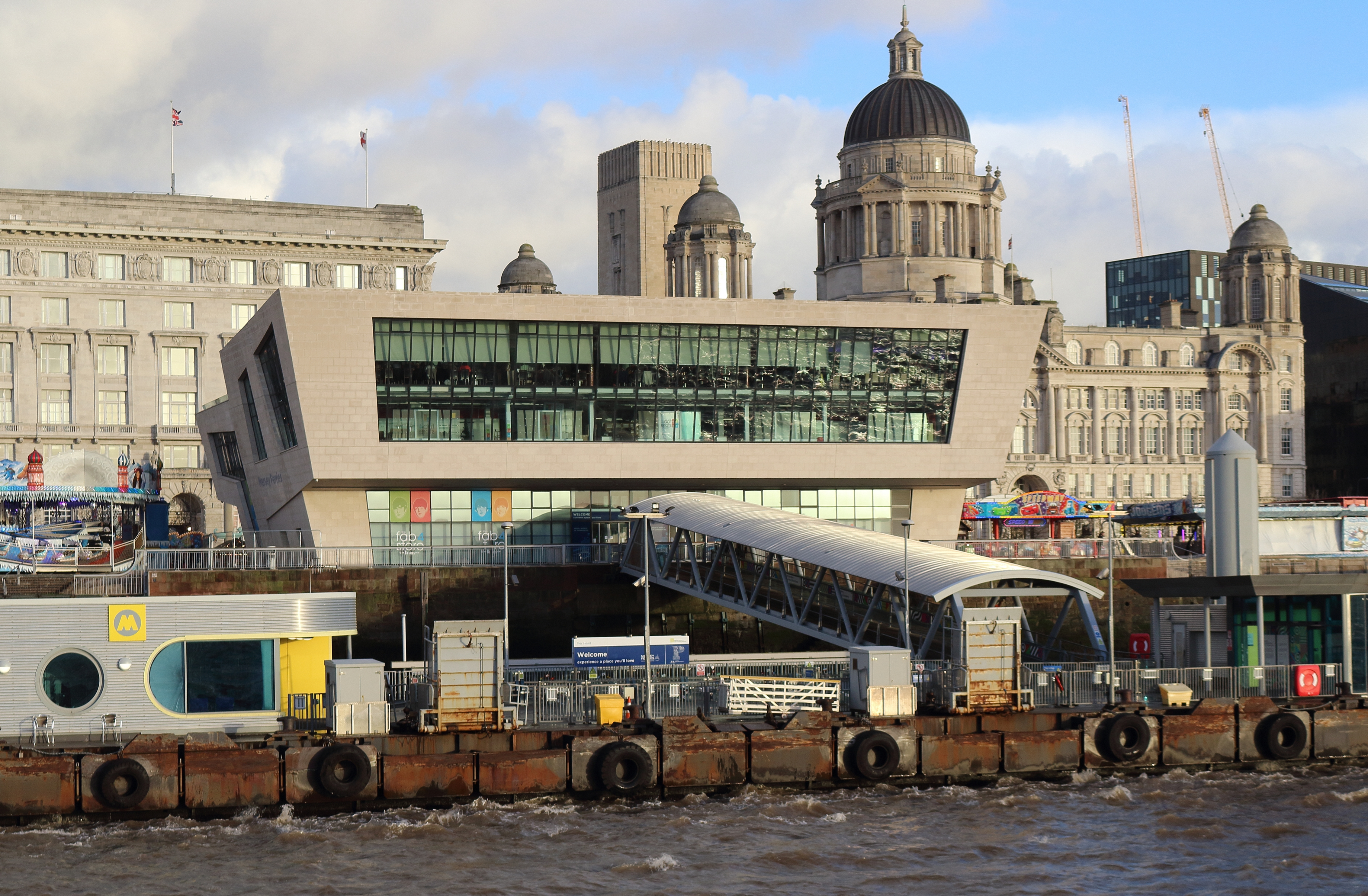
フェリー乗り場

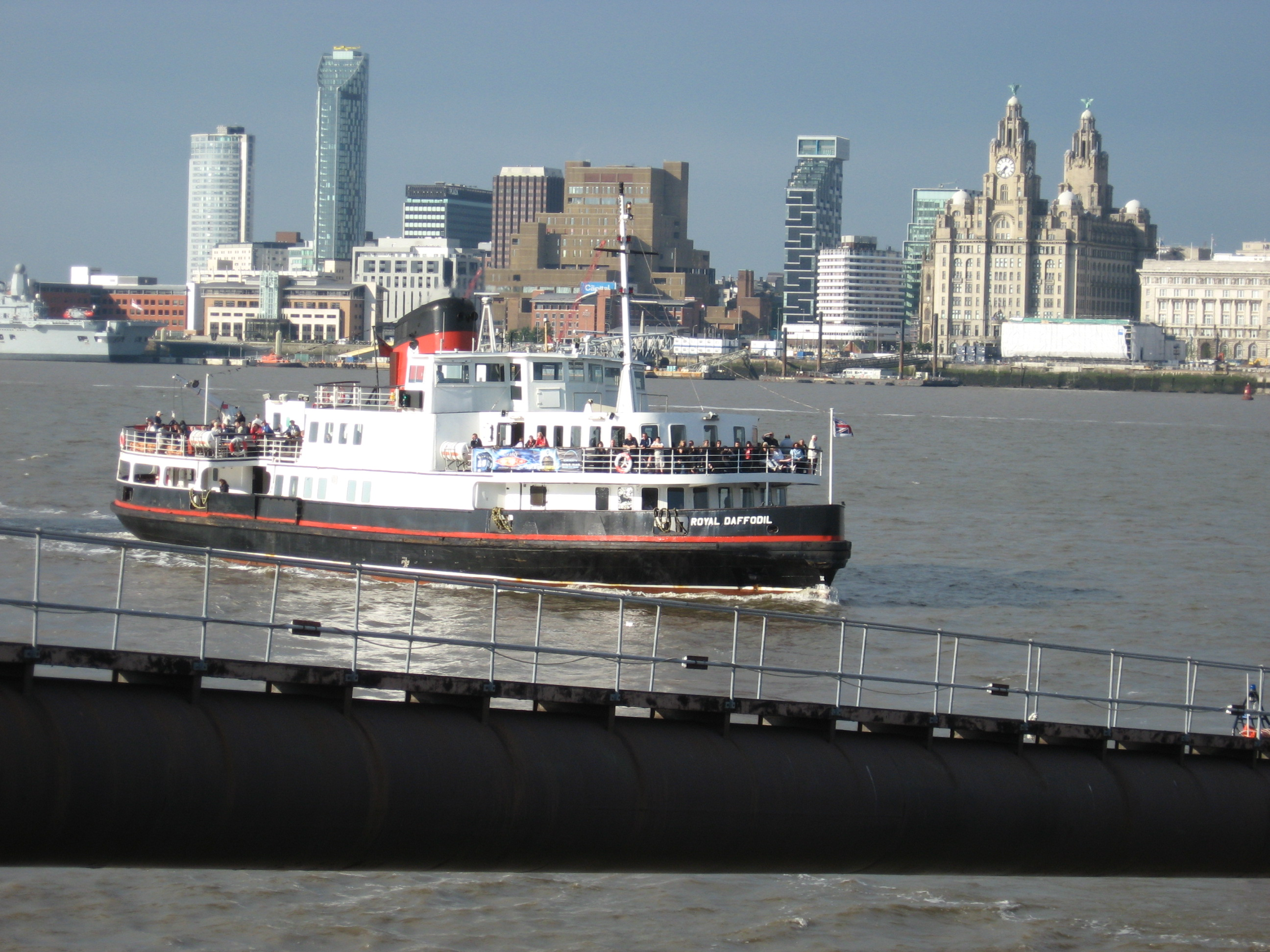
マージーフェリー

### 鉄道
中心駅としてライム・ストリート駅がある。ロンドン行きの長距離列車はほぼ1時間に1本で、ユーストン駅に2時間半で到着する。このほかマンチェスターやバーミンガムなど、各地へ向かう列車がある。
近郊線はマージーレイルが運行しており、チェスターや空港行きなどがある。

### バス
高速バスはロンドンまで4時間。他地域へのバスもある。

### フェリー
ダブリン、ベルファスト、マン島行きの便がある。

### 空港
ジョン・レノンの名前を冠したリバプール・ジョン・レノン空港が市内にあるが、比較的近郊にあるマンチェスター空港の方が路線が多く便利である。

## 教育
リヴァプールにはリヴァプール大学、リヴァプール・ホープ大学、リヴァプール・ジョン・ムーア大学などの教育機関があり、多くの学生が学んでいる。また、芸術政策にも力を入れており、アルバート・ドックの一部を利用しているテート・リバプールと、マージーサイド海事博物館、リヴァプール・ワールド・ミュージアム、ブルーコート・チェンバーズなど、多くの博物館や美術館がある。このうち、マージーサイド海事博物館はヨーロッパ産業遺産の道のアンカーポイントの一つにもなっている。

## 文化
2008年の欧州文化首都の一つに選ばれた。多くのミュージシャンを輩出し、リバプールサウンドの言葉も生まれた。食文化としてはスカウスが有名であり、リヴァプールの人や言葉のこともスカウスと呼ぶ。

## 観光

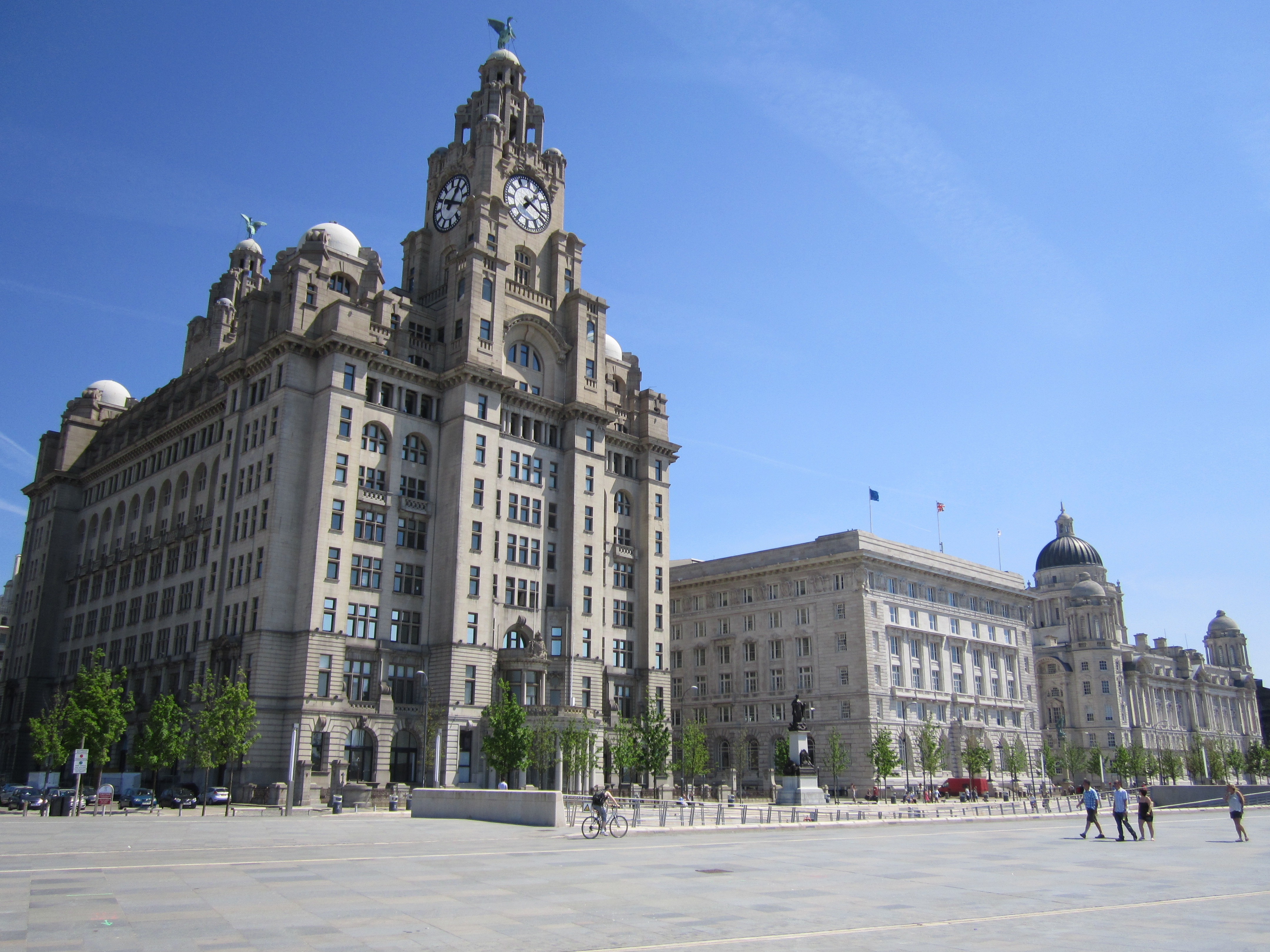
「リヴァプールの三美神」と称されるロイヤルライバー・ビルディング（Royal Liver Building）、キュナード・ビルディング（Cunard Building）及びポートオブリヴァプール・ビルディング（Port of Liverpool Building）。いずれもピアヘッド（Pier Head）に位置する。保険会社のビルであるロイヤルライバー・ビルディングの屋上には、街のシンボルで同社のシンボルでもあるライバーバード（Liver bird）の像が見える。

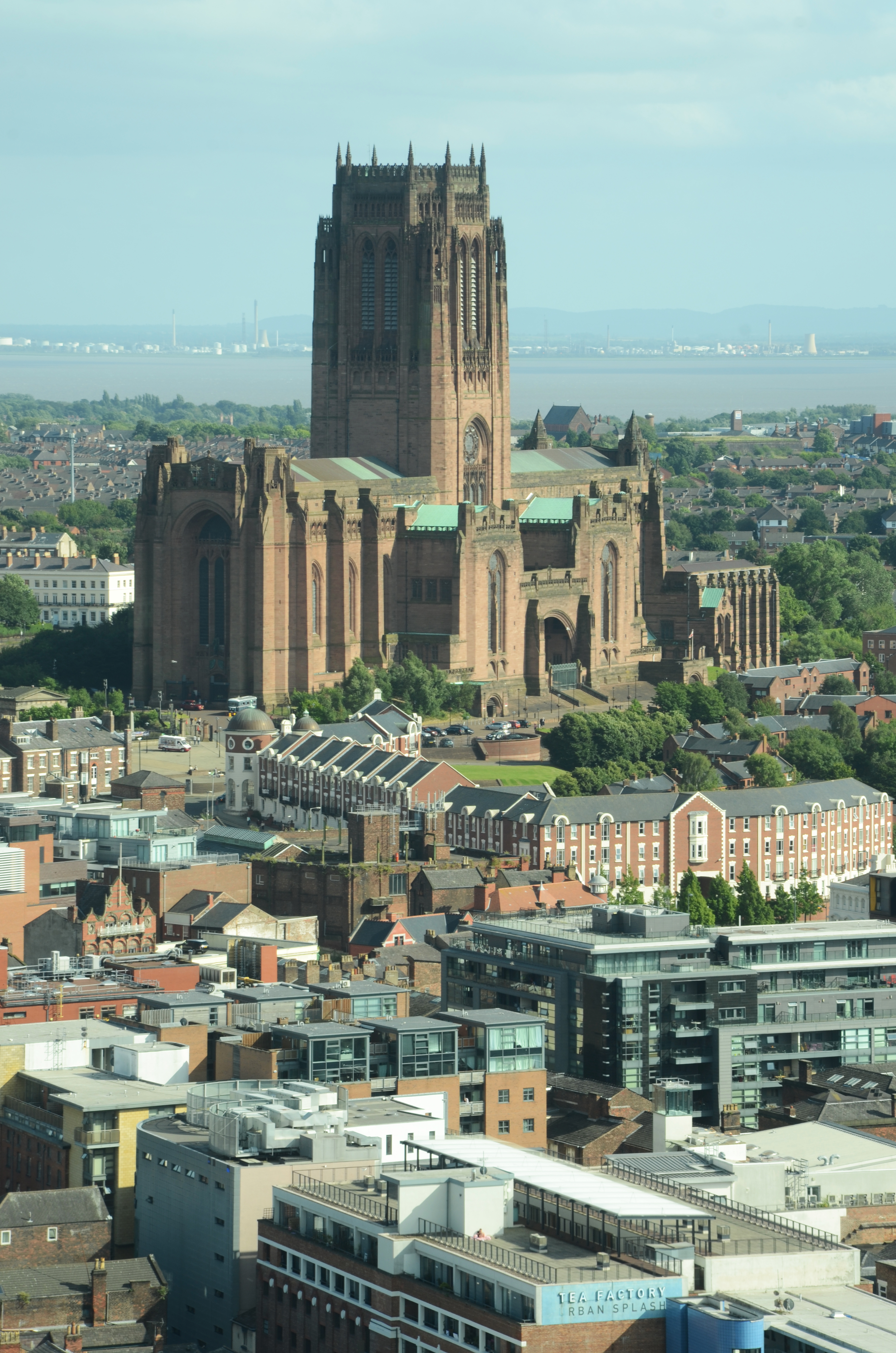
リヴァプール大聖堂

港湾部には、海商都市リヴァプールの名でユネスコの世界遺産に登録されていたが、再開発が進んでいることを理由に2021年に行われた「第44回世界遺産委員会」で登録が抹消された（詳細は抹消された世界遺産#海商都市リヴァプール参照）。ピアヘッド（Pier Head）と呼ばれる港湾部隣接地区の商業ビル群「リヴァプールの三美神」、赤レンガの倉庫群アルバート・ドックなどが見どころである。
リヴァプール大聖堂はイングランド国教会の大聖堂である。設計はジャイルズ・ギルバート・スコット。1904年に建築が始められ、1978年に完成した。外観は赤砂岩造りで、ヴォールトの上の屋根材にはコンクリートが使われている。全長188m、高さ101mもあり、イングランド国教会の総本山カンタベリー大聖堂を上回る大建築である。
リヴァプールメトロポリタン大聖堂は、1960年代に建てられたローマ・カトリック教会のリヴァプール大司教区の大聖堂である。フレデリック・ギバードによるモダニズム式のデザイン。フロア全体は円形であり、中央の司教の座を聴衆が取り囲むことになる。ジョン・パイパーとパトリック・レンチェンズの色彩豊なステンドグラスが有名である。

## ビートルズ
「ビートルズの出身地」として世界的に知られ、現在も世界中のビートルズファンが訪れ、ビートルズゆかりの場所や建物を訪ねる。ビートルズ・ストーリーは、港湾部にあるビートルズに関するミニ博物館。かつての世界遺産「海商都市リヴァプール」の一角に位置し、その流れで見ることができる。年間およそ30万人の観光客が訪れる。2009年、ボブ・ディランが乗車したことが話題になった。「マジカル・ミステリー・ツアー」（Magical Mystery Tour）という名のバス・ツアーがあり、これを利用すると、リバプールにあるビートルズゆかりの地の多くを2時間ほどで一気に巡ることができる。ビートルズがデビュー前に演奏していた地下の酒場（ホール）「キャヴァーン・クラブ」は、一度は閉店になったが、場所を通り向かいに移して当時の設計・雰囲気で再開し、現在も夜になるとさまざまなバンドの演奏が聴ける酒場で、1階の階段入口前は多くの観光客が立ち寄り写真を撮るスポットとなっている。
ビートルズのメンバーが青年時代を過ごした家がナショナル・トラストによって保存されている。ジョン・レノンが5歳から二十数年過ごした家（結果として、彼の生涯で最も長く過ごした家）、通称「メンディップス」（Mendips）も、レノンの死後も、ナショナル・トラストに管理される形で保存されており、門の前は観光客の写真スポットとなっている。そしてレノンのこの家から徒歩数分の距離には「ストロベリー・フィールド」という名の孤児院の跡地が残っているが、これは楽曲「ストロベリー・フィールズ・フォーエバー」（Strawberry Fields Forever）のモチーフになった場所である（レノンはここを「大人になることから逃れられる場所」として思い描いていたとする評論家もいる）。ビートルズのデビュー前にポール・マッカートニーが数年生活した家「フォースリン・ロード20」（20 Forthlin Road）も、ナショナル・トラストによって保存されている。
ペニー・レイン（Penny Lane）という、かつて銀行で、今は薬局になっている場所もある。同名の楽曲のモチーフを与えた場所で、労働者の息子のマッカートニーがある日、バス停でバスを待っていたところ、そこに街で唯一の自動車所有者であるペニー・レイン銀行の男が自動車で通りかかって、家に自動車が無いマッカートニーはそれをやっかみ、自動車を所有する銀行家のことを「おかしいね」とあざ笑うかのような歌詞、当時のその界隈特有の経済状況を知る地元民以外にはさっぱり意味が通じない、とてもローカルな歌詞が生まれることになった。

## スポーツ
リヴァプールを本拠地とするサッカークラブには、イングランド・プレミアリーグに所属するリヴァプールFCとエヴァートンFCがある。伝統的にライバル関係にあり、両者の対戦はマージーサイド・ダービーと呼ばれる。クラブの著名な選手には、リヴァプールはスティーヴン・ジェラード、ジェイミー・キャラガー、マイケル・オーウェン、ジョーダン・ヘンダーソン、トレント・アレクサンダー＝アーノルドら、エヴァートンはフィリップ・ネヴィル、ウェイン・ルーニー、マイケル・キーン、ジョーダン・ピックフォードらを輩出している。
両チームのチーム・カラーは、それぞれ赤と青である。リヴァプールの住民達は、「リヴァプールファン」か「エヴァートンファン」であることを楽しんでおり、地元では「Are you "RED" or "BLUE"？」と訊ねるだけで互いに意味が通じ、「I'm RED！(＝リヴァプールのファン)」とか「I'm BLUE！(＝エヴァートンのファン)」と、老若男女誰もが即座に答え、サッカー談議に花が咲くような状態であり、両チームは住民全体の地元チーム愛に支えられている。しかもリヴァプール市民は、異なるチームを応援している人も含めて応援し仲も良く、1984年にウェンブリーで行われたフットボールリーグカップ決勝では、スタジアムのほとんどすべての区画で両クラブのサポーターが混ざり合い、「Merseyside, Merseyside」「Are you watching Manchester?」というチャントを歌う奇妙な光景が見られた。しかし、1980年代中盤以降、貧困層の若者を構成メンバーとするフットボールフーリガンの台頭によりグラウンド内外でライバル意識が高まり、プレミアリーグ発足以降は他の試合よりも多くのレッドカードが提示される試合となった。現在では「プレミアリーグで最も乱雑で危険な試合」とされている。

## シンボル
市のシンボルは、ライバーバードという鳥。港湾部に本社がある保険会社のシンボルにもなっている。地元市民の間では「ライバーバードが飛び立つとリバプールは滅びる」という伝説も語られている。

## 出身人物
- ビートルズ：ジョン・レノン - リンゴ・スター - ポール・マッカートニー - ジョージ・ハリスン
- エルヴィス・コステロ（ミュージシャン）
- バッドフィンガー：トム・エヴァンズ、ジョーイ・モーランド（英語版）（ミュージシャン）
- サイモン・ラトル（指揮者）
- エコー&ザ・バニーメン （ミュージシャン）：イアン・マッカロク、ウィル・サージェント（英語版）
- ラーズ（ミュージシャン）
- クライヴ・バーカー（小説家）
- ジョン・ホートン・コンウェイ（数学者）
- リズ・マクラーノン（歌手）
- ケン・ヒューズ（映画監督）
- ポール・マッギャン（俳優）
- アンソニー・シェーファー（劇作家）
- ピーター・シェーファー（劇作家）
- アンジェラ・バクストン（テニス選手）
- アラン・ラドキン（プロボクサー）
- ザ・コーラル（ミュージシャン）
- ザ・ズートンズ（ミュージシャン）
- ザ・トルバドールズ（ミュージシャン）
- ザ・スタンズ（英語版）（ミュージシャン）
- ザ・ウォンバッツ（ミュージシャン）

## 姉妹都市
- - ケルン、ドイツ
- - コリント、ニカラグア
- - ダブリン、アイルランド
- - リヴァプール、オーストラリア
- - オデッサ、ウクライナ
- - ロッテルダム、オランダ
- - 上海、中華人民共和国